# Futalaufquen-tó
A Futalaufquen-tó (spanyolul Lago Futalaufquen) Argentína egyik tava. Neve az araukán nyelvből származik, jelentése „nagy tó”.

## Földrajz
A tó Argentína középső részétől délnyugatra, Patagóniában, az Andok keleti oldalán található a Los Alerces Nemzeti Park területén. Közigazgatásilag Chubut tartomány Futaleufú megyéjéhez tartozik. Partvonala igen tagolt, alakja is bonyolult: egy dél felé nyitott kifliszerű fő részből és az abból északnyugaton kiágazó nagy mellékágból áll. Teljes hossza több mint 23 km, míg legnagyobb szélessége mindössze 3,4 km. Vize egy ágas-bogas rendszerből gyűlik össze: északnyugaton a Cisne- és Menéndez-tavak vize a kis Verde-tóba torkollik, ahova szintén belefolyik az innen északkeletre található Rivadavia-tó vize is. A Verde-tótól az Arrayenes folyón keresztül érkezik a víz a Futalaufquen északi ágába. Délnyugaton a Monstruos-szoroson keresztül egy másik, három kisebb tóból (Stange, Chico, Krugger) álló rendszerből is ebbe a tóba ömlik a víz. Lefolyása délnyugaton van, itt a Frey folyó vezeti le a vizet a Amutui Quimei-víztározóba.

## Élővilág
A tó legfontosabb halai a szivárványos pisztráng és a sebes pisztráng.

## Képek

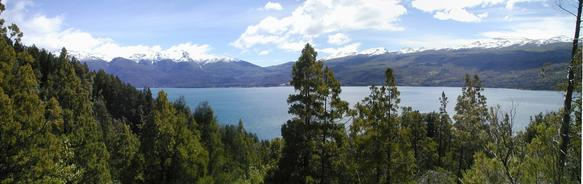
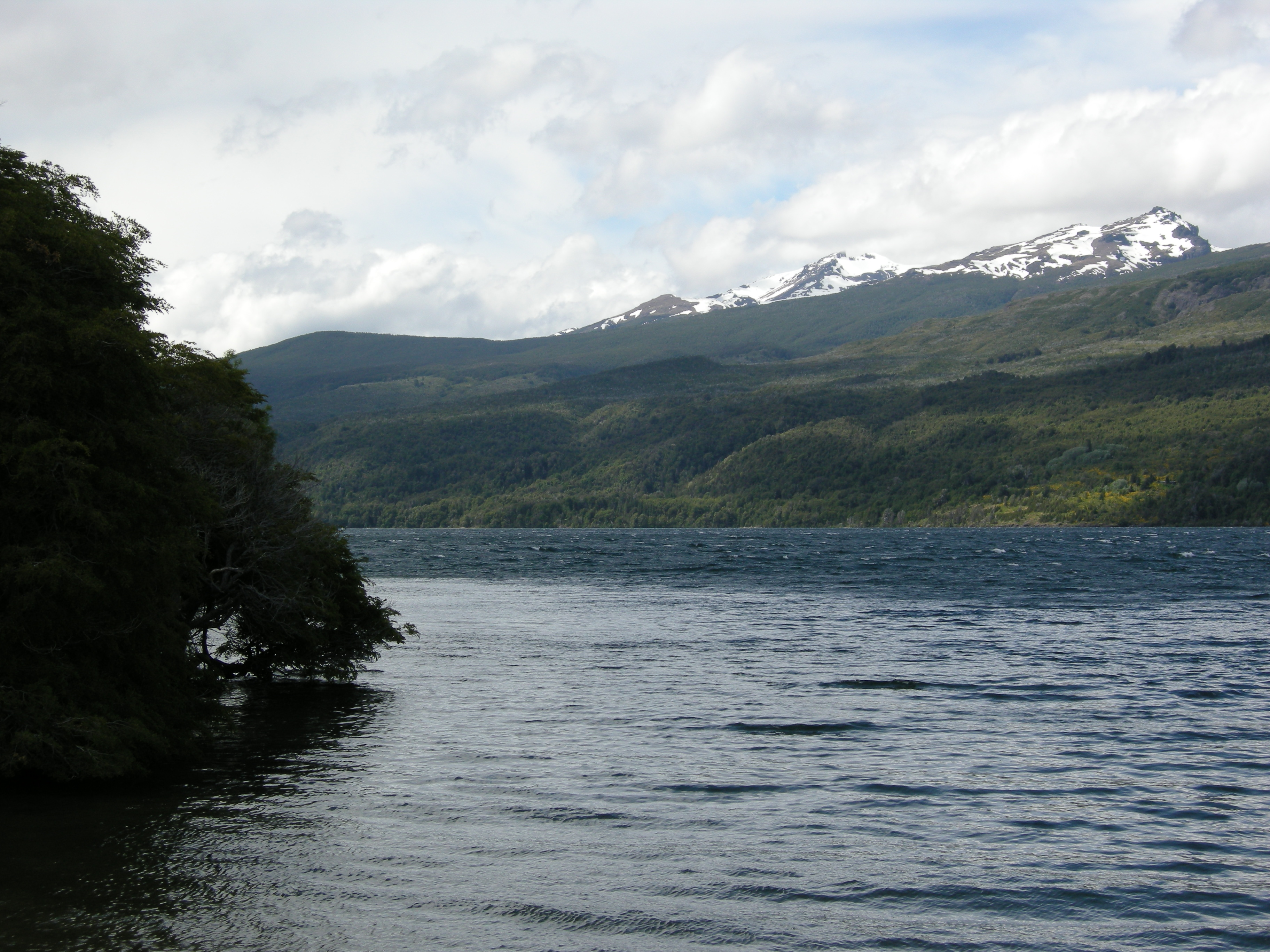
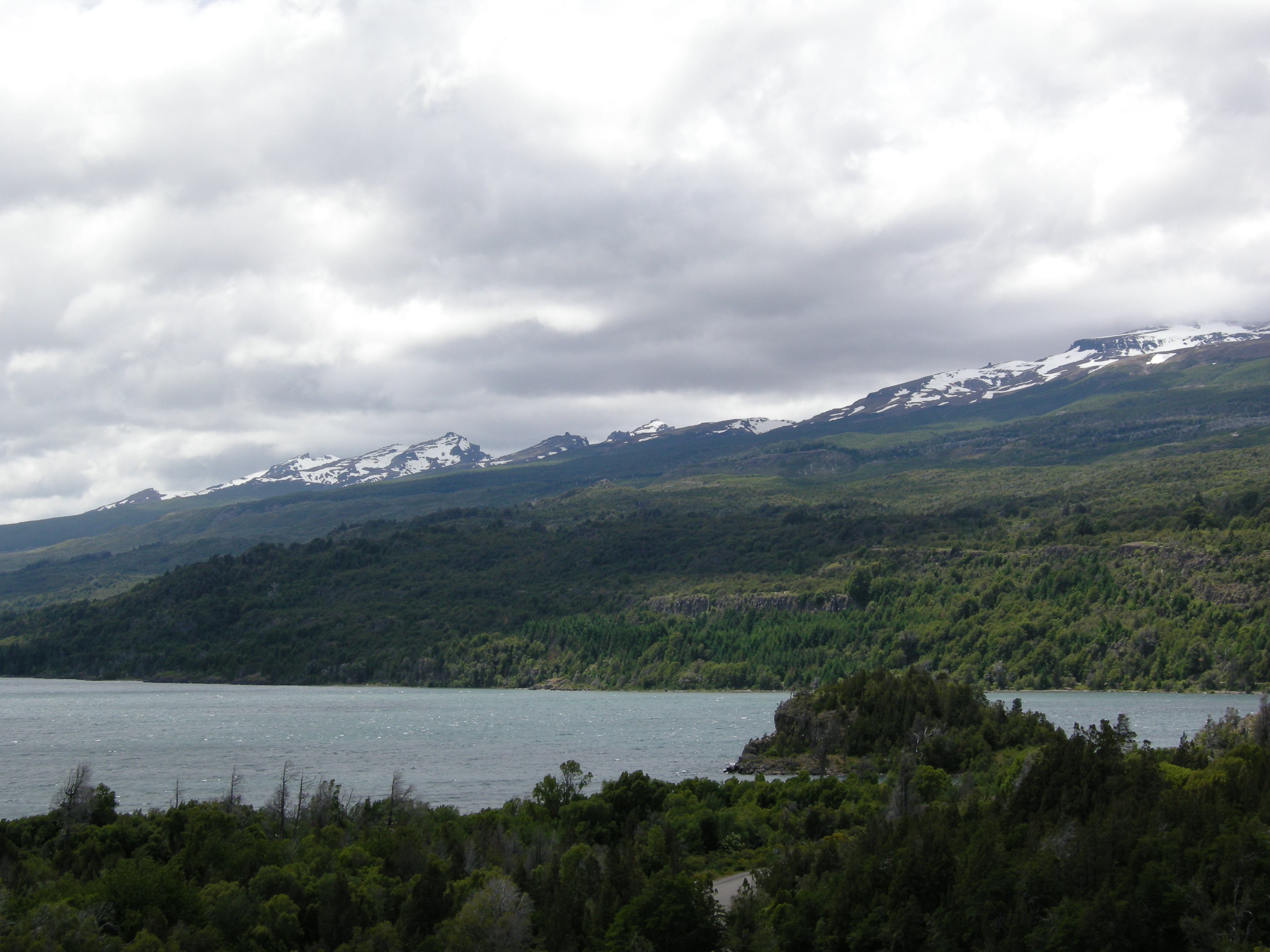